# Едново
Едново — деревня в Великоустюгском районе Вологодской области.
Входит в состав Шемогодского сельского поселения, с точки зрения административно-территориального деления — в Шемогодский сельсовет.
Расстояние по автодороге до районного центра Великого Устюга — 34 км, до центра муниципального образования Аристово — 18 км. Ближайшие населённые пункты — Балагурово, Пенье, Насоново.
По переписи 2002 года население — 10 человек.